# Дія препарату
Дія ліків (дія препарату) на організм людини (або організм будь-якого іншого тіла) називається фармакодинамікою, а реакція організму на ліки — фармакокінетикою. Ліки, які потрапляють в організм людини, мають властивість стимулювати певні рецептори, іонні канали, впливати на ферменти або транспортувальні білки. В результаті вони викликають певну реакцію організму людини.
Залежно від дії ліків на рецептори розрізняють базові 2 типи препаратів:
- Агоністи — стимулюють і активують рецептори
- Антагоністи — не дозволяють агоністам стимулювати рецептори

Після того, як рецептори активовані, вони або викликають певну реакцію безпосередньо в організмі, або викликають вивільнення гормонів та/або інших ендогенних ліків в організмі, щоб стимулювати певну реакцію.

## Коротка довідка про рецептори
Ліки взаємодіють з рецепторами шляхом кріплення в певних місцях зв'язування. Більшість рецепторів складаються з білків, тому препарати можуть взаємодіяти з амінокислотами, змінюючи конформацію рецепторних білків.
Ці взаємодії дуже прості, як і інші хімічні зв'язки:

### Іонні зв'язки
В основному виникають через притягання між протилежними зарядами; наприклад, між протонованим аміно (у сальбутамолі) або четвертинним амонієм (наприклад, ацетилхоліном) і дисоційованою групою карбонової кислоти. Подібним чином, дисоційована група карбонової кислоти в препараті може зв'язуватися з аміногрупами на рецепторі.
Цей тип зв'язку дуже міцний і змінюється залежно від відстані між атомами, тому він може діяти на великих відстанях.
Взаємодії катіон-π також можна класифікувати як іонні зв'язки. Цей тип взаємодії відбувається, коли катіон, наприклад ацетилхолін, взаємодіє з негативними π-зв'язками на ароматичній групі рецептора.
Іоно-дипольні та диполь-дипольні зв'язки мають подібні взаємодії, але складніші та слабкіші, ніж іонні.

### Водневі зв'язки
Існує невелике, але значне притягання між атомами водню та полярними функціональними групами (наприклад, гідроксильною [-OH] групою). Ці так звані водневі зв'язки діють лише на короткій відстані та залежать від правильного розташування між функціональними групами.
Рецептори розташовані на всіх клітинах організму. Один і той же рецептор може розташовуватися на різних органах і навіть на різних типах тканин. Існують також різні підтипи рецепторів, які викликають різні ефекти у відповідь на той самий агоніст. Наприклад, існує два типи рецепторів гістаміну: H1 і H2. Активація рецептора підтипу Н1 викликає скорочення гладкої мускулатури, тоді як активація рецептора Н2 стимулює секрецію шлунка.
Саме це явище зумовлює специфіку препарату. Звичайно, ліки діють не лише на рецептори: вони також діють на іонні канали, ферменти та клітинні білки-переносники. Ці водневі зв'язки потужніші ніж іонні зв'язки.

## Як форма молекул ліків впливає на дію ліків
Коли говорять про форму молекул, біохіміки в основному стурбовані тривимірною конформацією молекул ліків. Існує багато ізомерів певного препарату, і кожен з них матиме свій ефект. Відмінності в ізомерах впливають не тільки на те, що препарат активує, але й на зміну ефективності кожного препарату.

### Потенція
Потенція — це міра того, скільки препарату потрібно для того, щоб отримати певний ефект. Таким чином, потрібна лише невелика доза сильнодієвого препарату, щоб викликати сильну відповідь. Інші терміни, які використовуються для вимірювання здатності препарату викликати відповідь:
- Внутрішня активність, яка визначає:
  - Агоністи як такі, що мають внутрішню активність = 1
  - Антагоністи як такі, що мають внутрішню активність = 0
  - і Частковий агоніст, який має внутрішню активність від 0 до 1
- Внутрішня ефективність також вимірює різний активований стан рецепторів і здатність препарату викликати максимальну реакцію без зв'язування з усіма рецепторами.

### Специфіка препаратів
Фармацевтичні компанії вкладають значні зусилля в розробку ліків, які взаємодіють конкретно з певними рецепторами[джерело?], оскільки неспецифічні препарати можуть викликати більше побічних ефектів.
Прикладом є ендогенний препарат ацетилхолін (АХ). АХ використовується парасимпатичною нервовою системою для активації мускаринових рецепторів і нервово-м'язовою системою для активації нікотинових рецепторів. Однак сполуки мускарин і нікотин можуть переважно взаємодіяти з одним із двох типів рецепторів, дозволяючи їм активувати лише одну з двох систем, де сам АХ активував би обидві.

### Спорідненість
Про специфіку препаратів не можна говорити, не згадуючи про спорідненість (афінність) препаратів. Афінність — це міра того, наскільки міцно лікарський засіб зв'язується з рецептором. Якщо препарат погано зв'язується, то дія препарату буде коротшою, а ймовірність зв'язування також буде меншою. Це можна виміряти чисельно за допомогою константи дисоціації KD. Значення KD таке ж, як і концентрація препарату, коли 50 % рецепторів зайнято.
Рівняння можна записати як
KD = {\displaystyle {\frac {[drug][receptor]}{[complex]}}}
Але на величину KD також впливають конформація, зв'язок і розмір препарату та рецептора. Чим вище KD, тим нижча афінність препарату.